# Турчин Олександр Леонідович

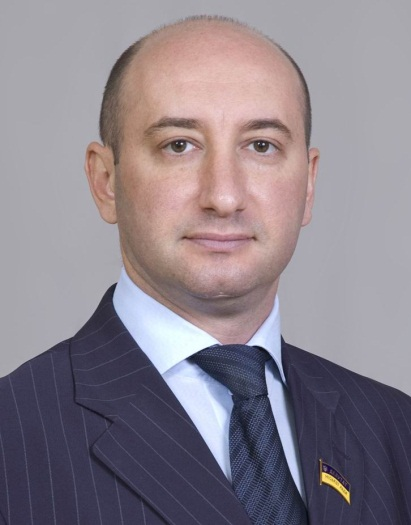

Олекса́ндр Леоні́дович Турчи́н (12 травня 1971,  м. Дніпропетровськ, УРСР, СРСР) — підприємець, Заслужений будівельник України (2019), депутат IV, V, VI, VII скликань Дніпровської міської ради; Голова правління Будівельної палати Дніпропетровської області. 
Дійсний член-кореспондент Міжнародної академії наук житлово-комунального та побутового господарства.

## Біографія
Олександр Турчин народився 12 травня 1971 року у місті Дніпропетровську.
У 1990 році закінчив навчання в Дніпропетровському автотранспортному технікумі, отримав кваліфікацію «технік-механік» 
та вступив до Українського державного хіміко-технологічного університету, але 1992 року змушений був призупинити навчання.
У 2005 році завершив навчання в Придніпровській державній академії будівництва та архітектури за спеціальністю «Теплогазопостачання і вентиляція». Продовжив наукову діяльність в Академії, став співавтором у підготовці і виданні навчального посібника з питань теплогазопостачання та вентиляції під загальною редакцією І. Л. Ветвицького.  
Турчин О. Л. — дійсний член-кореспондент Міжнародної академії наук житлово-комунального та побутового господарства.

## Кар'єра
Олександр Турчин розпочав кар'єру з роботи майстром з ремонту автомототехніки станцій технічного обслуговування кооперативу. 
До 1995 року працював заступником директора ТОВ «Оріон», після чого очолив посаду директора дочірнього підприємства  «Созидатель-Д». До січня 2001 року працював директором департаменту нерухомості, потім перейшов на посаду заступника генерального директора з комерційних питань, згодом — заступник генерального директора з питань зовнішньоекономічної діяльності. У період 2002—10 років — генеральний директор / голова правління цієї ж компанії. 
Під час роботи в Науково-виробничому об'єднанні «Созидатель» керував реставраційними роботами та будівництвом соціально-значущих об'єктів України, таких як: 
- 5 залізничних вокзалів «Укрзалізниці»;
- Центральний поштамт в місті Дніпропетровську;
- Міжнародний дитячий центр «Артек» під патронатом Л. Д. Кучми;
- «Президентський будинок» в бухті Омега, м. Севастополь.

Під безпосереднім керівництвом Турчина О. Л. оброблено й втілено на практиці ряд новаторських ідей. Найбільш значущими є: використання трубобетонного каркаса, дахові котельні установки автономного теплозабезпечення житлових будинків. 
До 2011 року працював головним державним інспектором Дніпропетровської області з державного нагляду та генеральним директором ДП «Дніпростандартметрологія».
У 2014 і 2015 роках був директором ТОВ «ДЕЛЬМАР АРЕНА».
З 2015 до 2020 року був координатором будівництва багатьох будівельних груп та компаній, проводив науково-аналітичну діяльність щодо вдосконалення собівартості будівництва та застосування сучасних технологій та вів блоги.
За 4 роки за безпосередньої участі та координацією О. Турчина були добудовані об'єкти «недобудови» різних компаній 1990-2014 років, (ТОВ «КОНСОЛЬ» та ін.), зокрема:
У місті Дніпро: ЖК «Люкс» по. Яворницького 72 (18 поверхів, 19 000 м2), ЖК «Новодворянський» вул. Вернадського 33 (26 поверхів, 30 000м2);
ЖК «Миронова» (22 поверхи, 20 000 м2);
ЖК «Небо» (17 поверхів, 40 000 м2 з найбільшим в Україні медіа-відеоекраном площею 4 400 м2).
У місті Київ — ЖК «Дельмар» (31 поверхів, 78 000 м2)
З 2020 року — голова Наглядової ради ТОВ «ДЕМА ДЕВЕЛОПМЕНТ» та діючий Голова правління Будівельної палати Дніпропетровської області.
За роки роботи в будівельній галузі побудував більш ніж 1 600 000 м² житла і адміністративних приміщень.
О. Л. Турчин має досвід співпраці з іноземними інвесторами «McDonald's» і «BILLA-Україна», спільно з яким побудовано 4 об'єкти.  

## Громадська діяльність
Турчин Олександр Леонідович — Депутат IV, V, VI, VII скликань Дніпровського міської ради. 
За час його перебування на посаді депутата міської ради були встановлені дитячі містечка, тренажерні комплекси і спортивні майданчики; відреставровано приміщення громадської організації інвалідів «Кіроін»; проведено ремонтні роботи педагогічного училища, навчальних закладів та житлових будинків.
Олександр Турчин також є керівником ГО «Будівельний рада Дніпропетровської області», Главою правління ГО «Будівельна палата Дніпропетровської області», співзасновником ГО «Фонд соціального захисту працівників міліції та їх сімей "Правопорядок"».
О. Л. Турчин — член постійної комісії міської ради з питань житлово-комунального та дорожнього господарства, дійсний член «Міжнародного комітету захисту прав людини» (№ 099 від 06.06.2005 р.).
З 2016 року спільно з Міжнародним благодійним фондом «Солідарність» Олександр Турчин взяв участь в наданні допомоги під час реконструкції будівлі Дніпровської єпархії УПЦ (КП), а в 2018-му за його сприяння реконструювалися будинок історичної синагоги Дніпра, відомої в світі як «Mironova», де проживає близько 50-ти дітей сирот. Було виконано повний капітальний ремонт будівлі, їдальні, спортзалу. Поставлені нові меблі, санвузли та інше. 
Почесний президент дитячої федерації боксу у Дніпропетровської області.
Почесний голова наглядової ради міжнародного благодійного фонду «Велес Україна».

## Нагороди та відзнаки
Діяльність Олександра Леонідовича Турчина відмічена низкою відзнак і нагород:
- подяка від Голови міської ради та Голови міської держадміністрації м. Севастополя за участь в будівництві під патронатом Президента України 202-квартирного житлового будинку для військовослужбовців та ветеранів збройних Сил України (2002);
- Орден Святого Станіслава III ступеня (2003)[7];
- Орден Міністерства транспорту України «За вагомий особистий внесок у розвиток залізничного транспорту» (за проведену реконструкцію залізничних вокзалів у Дніпропетровську, Запоріжжі, Євпаторії, Мелітополі, Дніпродзержинську) (2003);
- нагорода голови облдержадміністрації «За розвиток регіону» (2004);
- грамота Державного комітету України з будівництва та архітектури «За вагомий внесок у спорудження об'єкта-учасника конкурсу на кращі будинки і комплекси житлово-цивільного та промислового призначення, збудовані в 2004 році» (2004);
- міжнародна нагорода «Лаври Слави» Міжнародної Корпорації соціального партнерства «Europe Business Assembly» (Оксфорд, Англія) (2004);
- переможець конкурсу «Людина року Придніпров'я 2006» в номінації «Будівельник житлово-побутового комплексу» (2006);
- почесний знак голови Дніпропетровської обласної ради (2007);
- нагрудний знак Мінрегіонбуду України «Почесний працівник будівництва та архітектури» II ступеня (2007);
- Міжнародна нагорода «Нагорода тисячоліття» Міжнародного конгресу промисловців і підприємців (за освоєння та ефективне використання в професійній діяльності передових сучасних технологій, розробку і впровадження неординарних прогресивних рішень) (2007);
- Лауреат премії «Український Національний Олімп» у номінації «Будівельник року« — за сумлінну працю та новаторство» (2014)[3];
- переможець конкурсу «Людина року Придніпров'я 2014» — за вагомий внесок у розвиток сучасного будівництва регіону і України (2014);
- почесне звання «Заслужений будівельник України» — за значний особистий внесок у державне будівництво, соціально-економічний, культурно-освітній розвиток України, вагомі трудові здобутки та високий професіоналізм (указ Президента України від 4 травня 2019 № 188)[8];
- почесна грамота учасника проекту «Професіонал року» — за сумлінну працю, високий професіоналізм та вагомий внесок у соціально-економічний розвиток країни (2019).